# 塔伊 (索姆省)
塔伊（法語：Tailly，法語發音：[taji]）是法国上法蘭西大區索姆省的一个市镇，属于亚眠区。

## 地理
塔伊（49°55'50"N, 1°56'49"E）面积4.05 平方千米，位于法国上法蘭西大區索姆省，该省份为法国北部沿海省份，北起加来海峡省和北部省，西接滨海塞纳省和大西洋英吉利海峡，南至瓦兹省，东临埃纳省。
与塔伊接壤的市镇（或旧市镇、城区）包括：艾赖讷、拉勒、梅蒂尼、凯努瓦叙艾赖讷、瓦尔吕。

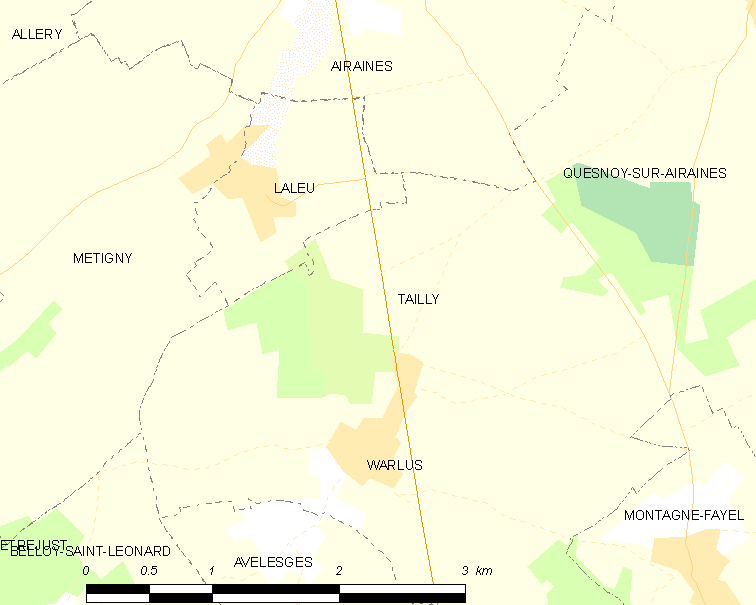
的OSM定位图

塔伊的时区为UTC+01:00、UTC+02:00（夏令时）。

## 行政
塔伊的邮政编码为80270，INSEE市镇编码为80744。

## 政治
塔伊所属的省级选区为索姆河畔阿伊县。

## 人口

1962-2008年间人口变化图示

塔伊于2022年1月1日时的人口数量为57人。